# Ibrahim Camejo
Ibrahim Camejo, född den 28 juni 1982, är en kubansk friidrottare som tävlar i längdhopp.
Camejo deltog i VM 2005 i Helsingfors där han inte gick vidare till finalomgången. Han deltog även vid Olympiska sommarspelen 2008 i Peking där han blev bronsmedaljör med ett hopp på 8,20 meter.
Hans personliga rekord är 8,46 från en tävling i Bilbao.